# Sonate pour violon et piano de Vierne
Pour les articles homonymes, voir Sonate pour violon et piano.
La Sonate pour violon et piano en sol mineur, op. 23, est une œuvre de Louis Vierne en quatre mouvements pour violon et piano, sa première partition importante dans le domaine de la musique de chambre après son Quatuor à cordes, op.12 et son premier chef-d'œuvre unanimement reconnu.
Composée, non sans peine, de 1905 à 1907, la partition est dédiée au célèbre violoniste belge Eugène Ysaÿe, qui en assure la première audition « véritable » avec Raoul Pugno, le 16 mai 1908 à la Salle Pleyel — après une création désastreuse, le 17 mai 1907 — obtenant un immense succès auprès du public.
L'œuvre a toujours été très appréciée des violonistes, de Jacques Thibaud à Georges Enesco.

## Composition
La Sonate pour violon et piano est composée, « comme presque toujours chez Vierne, dans des circonstances dramatiques : un accident grave, une typhoïde violente qui faillit l'emporter, une crise conjugale irrémédiable ».
L'été 1905 est « assurément l'un des plus inspirés jamais connus par Vierne », lorsqu'il entreprend la composition de sa Sonate. Cependant, celle-ci va se trouver interrompue à plusieurs reprises, par des événements inattendus. Ainsi, le 18 mai 1906, « en traversant la chaussée du quai Voltaire, il ne vit pas un trou plein d'eau, y mit le pied et tomba. La jambe porta à faux, se retourna est craqua comme un morceau de bois… » La convalescence est très longue. Lorsqu'il reprend la composition de son œuvre, en août, il achève les deux mouvements centraux en trois semaines, avec « la fraîcheur des jaillissements spontanés ». En janvier 1907, il est encore terrassé par une fièvre typhoïde qui le force à rester alité pendant 57 jours, et dont il survit presque par miracle.
La partition est enfin achevée le 15 avril 1907, malheureusement trop tard pour qu'Eugène Ysaÿe, qui lui en avait suggéré le projet, puisse l'interpréter durant cette saison de concerts.

## Création
Dédiée à Eugène Ysaÿe, la Sonate pour violon et piano est créée en public par le célèbre violoniste belge avec Raoul Pugno, le 16 mai 1908 à la Salle Pleyel — après une première création désastreuse, le 17 mai 1907, par un violoniste n'ayant pas le niveau technique requis, au point de casser trois fois sa chanterelle en cours d'exécution, et qui se trouvait être l'amant d'Arlette Vierne, l'épouse du compositeur.
L'œuvre rencontre un immense succès auprès du public, qui rappelle huit fois sur scène les musiciens et le compositeur. Par la suite, Pugno et Ysaÿe inscrivent la Sonate de Vierne à leur répertoire et l'interprètent le plus souvent avec celles de Franck et de Lekeu, qui leur sont également dédiées.

## Présentation

### Mouvements
L'œuvre est en quatre mouvements :
1. Allegro risoluto ( = 136) en sol mineur, à 
,
2. Andante sostenuto ( = 52) en mi bémol majeur, à 
,
3. Intermezzo — Quasi vivace ( = 72) en si mineur, à 
,
4. Largamente ( = 52) — Allegro agitato ( = 152) en sol mineur, à

### Analyse

#### Largamente — Allegro agitato
Les musicologues s'accordent pour reprocher à ce mouvement final des « dimensions d'une générosité peut-être un rien excessive, ».

## Postérité
Selon Harry Halbreich, la Sonate pour violon et piano, op.23 de Vierne « compte au nombre des plus belles pages de la musique française ».
L'œuvre a toujours été très appréciée des violonistes, de Jacques Thibaud à Georges Enesco.

## Discographie
- Sonate pour violon et piano, op.23 par Jean Hubeau (piano) et le Quatuor Viotti (octobre 1983, Erato/Radio France 2292-45524-2)[note 1] (OCLC 225654984) — avec le Quintette pour piano et cordes, op.42
- Louis Vierne : La musique de chambre, enregistrement intégral — Sonate pour violon et piano, op.23 par Alexis Galpérine (violon) et François Kerdoncuff (piano) (17-20 septembre 1993, 2 CD Timpani 2C2019) (OCLC 70597511)

### Ouvrages généraux
- Harry Halbreich, « Louis Vierne », dans François-René Tranchefort (dir.), Guide de la musique de chambre, Paris, Fayard, coll. « Les Indispensables de la musique », 1987, 995 p. (ISBN 2-213-02403-0, OCLC 21318922, BNF 35064530), p. 914-916,
- Marc Vignal, Dictionnaire de la musique, Paris, Larousse, 2005, 1078 p. (ISBN 2-03-511001-7, lire en ligne), « Louis Vierne », p. 1026.

### Monographies
- Franck Besingrand, Louis Vierne, Paris, Bleu nuit éditeur, coll. « Horizons » (no 28), 2011, 176 p. (ISBN 978-2-35884-018-7),
- Bernard Gavoty, Louis Vierne : La vie et l'œuvre, Paris, Buchet/Chastel, 1980 (1re éd. 1943), 322 p.